# 利口酒咖啡
利口酒咖啡是指加入了利口酒的咖啡飲料，也是咖啡的主要飲用方式之一。有時除了咖啡和酒之外，也會加入砂糖和鮮奶油等其他原料。需要注意的是，在雞尾酒等酒類飲料加入咖啡並不能算是酒咖啡。具代表性的酒咖啡飲料包括了卡瑞托咖啡、茴香酒咖啡、愛爾蘭咖啡。